# Leszczynka (województwo zachodniopomorskie)
Leszczynka – osada w Polsce, położona w województwie zachodniopomorskim, w powiecie goleniowskim, w gminie Maszewo. Miejscowość wchodzi w skład sołectwa Dębice.
W latach 1975–1998 miejscowość położona była w województwie szczecińskim.